# Інокентій IV
Іноке́нтій IV (лат. Innocentius PP. IV, 1190 — 7 грудня 1254) — папа Римський (1243—1254). Представник шляхетного генуезького роду Фієскі. Народився у Генуї. Обраний на конклаві 1243 року. Подібно до свого попередника Григорія IX вів боротьбу проти германського імператора Фрідріха II та його наступника Конрада IV за незалежність церкви та Риму. Провів перший Ліонський собор (1245). Сприяв поширенню християнства у Європі, допомагав Тевтонському ордену. Сподівався на навернення у християнство Монгольської імперії, куди відправив із місією Плано Карпіні (1245). Через легатів коронував князя Данила Галицького королем Русі (1253). На прохання останнього безуспішно намагався організувати хрестовий похід проти Золотої Орди. Світське ім'я — Сінібальдо де Фієскі (італ. Sinibaldo de Fieschi).

## Життєпис
Здобув юридичну освіту: вивчав право в Пармі та Болоньї, був обізнаний у канонічному праві і вважався одним з найповажніх юристів свого часу. З 1218 року займав чільні посади у Римській курії. Вів боротьбу проти німецького імператора Фрідріха II Гогенштауфена та його наступників — Конрада і Манфреда. Пропонував сицилійську корону англійському королю Генріху III, Карлу Анжуйському, Річарду Корнуельському.

### Ліонський собор
У 1245 році скликав Вселенський собор у Ліоні, на якому брав участь архієпископ руський (український) Петро Акерович. На соборі вирішено організувати оборону Східної Європи від монголо-татарської навали.

### Монголи

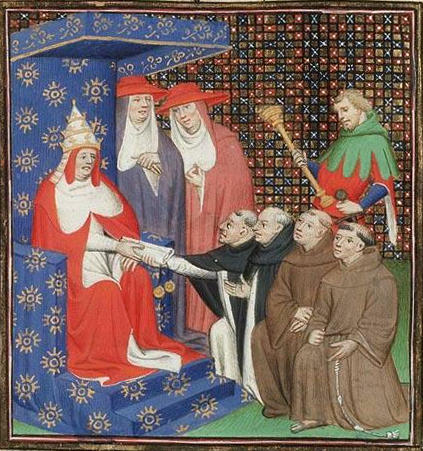
Іннокентій відсилає домініканців і францисканців до «татар»

1245 року Іннокентій IV відправив Джованні з Плано-Карпіні легатом у Монгольську імперію до «імператора татар». У своєму зверненні папа прохав кагана прийняти християнство й припинити агресію в Європі. 1246 року каган Ґуюк надіслав відповідь, написану на фарсі. Він відмовився приймати Христа і зажадав від понтифіка та європейських монархів скоритися, ставши підданими його як володаря над усіма народами світу, бо «Силою Бога всі землі, починаючи від тих, де сходить сонце, і кінчаючи тими, де заходить, даровані нам». У разі незгоди з вимогами, Ґуюк обіцяв ставитися до християнських країн як до своїх ворогів.
1247 року інший папський посланець Асцелін Ломбардський зустрічався із монгольським нойоном Байджу біля Каспійського моря. Останній відправив до Іннокентія IV в Ліон двох своїх послів — Айбера і Сергіса (Сергія) з листами. 1248 року вони прибули до понтифіка й наполягали, аби він прибув на поклін до кагана в монгольську столицю Каракорум. Зі свого боку Іннокентій IV знову прохав монголів зупинити убивство християн у Східній Європі.

### Португалія
1245 року Іннокентій IV детронізував португальського короля Саншу II після затяжного протистояння із місцевим духовенством. Папа проголосив новим правителем Португалії булонського графа Афонсу III, молодшого брата короля. Небажання Саншу поступатися призвело до міжусобної війни в країні у 1245—1248 роках. Більшість португальців підтримала Афонсу, проте на боці детронізованого короля виступила сусідня Кастилія. Іннокентій відлучив від церкви кастильського інфанта Альфонсо, що керував кастильськими експедиційними силами, й змусив нападників забратися геть, прихопивши з собою Саншу ІІ. Після смерті останнього в січні 1248 року Афонсу ІІІ став повноправним королем Португалії.

### Русь
Іннокентій IV робив спроби приєднати до Риму східну православну церкву, вислав послів до Золотої Орди, Володимиро-Суздальського і Галицько-Волинського князівств. У 1246–1247 роках листувався з князем Данилом Галицьким з метою створення антиординської коаліції та відновлення церковної єдності. У 1253 році передав Данилові Галицькому королівську корону, видав буллу з закликом до хрестового походу проти монголо-татар, але він не відбувся.